# Koos
Koos ist die zweitgrößte Insel im Greifswalder Bodden und gehört zum Naturschutzgebiet Insel Koos, Kooser See und Wampener Riff des Landes Mecklenburg-Vorpommern.
Die Insel gehört verwaltungsrechtlich zum Stadtgebiet der Hansestadt Greifswald, ist aber eine Exklave. Sie ist (bis auf eine kurze Zufahrtsstraße, die nur mit autorisierten Kraftfahrzeugen befahren werden darf) für die Öffentlichkeit gesperrt.

## Geschichte
Erwähnt wurde die Insel urkundlich erstmals 1184 als Coztam, das bedeutet im slawischen = Sandbank oder Ginstergebüsch, als eine pommersche Flotte vor der Insel im Greifswalder Bodden durch Dänen und Rüganer vernichtend geschlagen wurde. Die militärische Entscheidung zwischen Dänemark unter König Knut VI. im Bunde mit dem dänenhörigen Fürstentum Rügen und Pommern unter Herzog Bogislaw I. von Stettin fiel schließlich in der „Seeschlacht von Darsimhövd“ am 19. Mai 1184 im Seegebiet der Dänischen Wiek des Greifswalder Boddens zwischen der Insel Koos und dem Ludwigsburger Haken. Der dänische Flottenführer und Bischof Absalon vernichtete während der Kampfhandlungen die pommersche Herzogsflotte fast vollständig. Pommern geriet nun bis 1227 unter dänische Herrschaft.
Anfang des 13. Jahrhunderts war Koos im Besitz Barnutas, einem Nachkommen der Rügenfürsten, dem Begründer der Herrschaft Gristow. Aus dessen Nachlass gelangte die Insel im Jahr 1241 an das Kloster Eldena. Dabei wurde die Ostseeinsel als Chosten urkundlich erwähnt. Der Name ist 1247 als insula, que Chosten lingua patria appellatur belegt. Auf Koos befand sich eine slawische Burg, die 1275 urkundlich als „Gart“ genannt wurde, die aber nicht nachgewiesen ist. Das Kloster ließ den Wald der Insel roden um sie als Weideland zu nutzen.
Im 17. Jahrhundert wurden holländische Bauern angesiedelt. 100 Jahre später wohnten keine Bauern mehr auf der Insel. Die Insel Koos wurde 1820 dem Gut Wampen angeschlossen und von dort aus bewirtschaftet, hatte aber noch bis nach 1920 lt. MTB ein bewohntes Vorwerk auf der Insel, die wohl der Weidewirtschaft für Rinder dient. Vor und während des Zweiten Weltkriegs diente die Insel als Bombenabwurfplatz (insbesondere Betonbomben) des benachbarten Luftwaffenflugplatzes Ladebow bei Greifswald.
Im Jahr 1950 wurde die Insel Koos der Tierseuchen-Forschungsanstalt der Insel Riems angegliedert und seitdem für die Haltung verschiedener Versuchstiere für das Friedrich-Loeffler-Institut genutzt. Für diesen Zweck wurden 1970 ein Damm vom Festland zur Insel geschüttet und das ehemalige Vorwerk ausgebaut und erweitert.
Die Insel steht seit 1990 unter Naturschutz und ist sowohl Europäisches Vogelschutzgebiet als auch FFH-Gebiet (Fauna-Flora-Habitat-Richtlinie) nach EU-Recht. Die Insel ist für die Öffentlichkeit gesperrt, die Zufahrt per Kraftfahrzeug zur Insel nur befugten Personen gestattet. Teile der Insel werden saisonal landwirtschaftlich genutzt (extensive Beweidung durch Uckermärker Rinder und Gotlandschafe).
Die der Insel vorgelagerten Karrendorfer/Kooser Wiesen sind aufgrund der Vielfalt saisonal präsenter Vogelarten bei Vogelbeobachtern sehr beliebt und werden von Uckermärkern und Wasserbüffeln beweidet. Das Betreten der Wiesen ist, da Teil des Naturschutzgebietes, nicht gestattet.
Am 15. Mai 2014 wurden mehrere Schafe auf der Insel Koos gerissen. Die nachfolgenden Untersuchungen konnten einen Wolf als Verursacher bestätigen.

## Geografie
Die Landfläche beträgt 1,49 km². Der Inselkern besteht aus Geschiebemergel und erreicht bis 3,6 Meter Höhe. Die Insel liegt im Norden von Greifswald im Greifswalder Bodden und besteht aus artenreichen Salz- und Feuchtwiesen, großflächigen Rotstraußgras-Magerrasen, Röhrichten, Spülsäumen und einem Strandsee. Sie wird durch die Beek, eine schmale, flussartig verlaufende Wasserverbindung, vom Festland getrennt.

## Namensgeber von Schiffen
Den Namen der zweitgrößten Insel des Greifswalder Boddens führte ein Marineschlepper, der für die 1. Flottille der Volksmarine im VEB Yachtwerft Berlin erbaut und nach der Endmontage in der Volkswerft Stralsund am 29. Juni 1990 in Dienst gestellt wurde. Nach der Wiedervereinigung übernahm die Bundesmarine das Schiff. Der Schlepper Koos wurde am 28. September 1995 bei der Bundesmarine außer Dienst gestellt und an die Türkische Marine übergeben.
Aktuell trägt ein Zollboot im Hafen von Stahlbrode den Namen der Insel.